# Воротынцев, Николай Филиппович
Никола́й Фили́ппович Вороты́нцев (21 мая 1924 — 26 сентября 1977) — участник Великой Отечественной войны, пулемётчик, младший лейтенант. Герой Советского Союза (1944).

## Биография
Родился 21 мая 1924 года в с. Мокрец Нижнедевицкого уезда Воронежской губернии (ныне Горшеченского района Курской области Российской Федерации). Из крестьян. Русский. Работал в совхозе.
В Красной Армии с 1942 года. На фронте с 1943 года.
Пулемётчик Н. Ф. Воротынцев отличился при освобождении Витебской области 24 июня 1944 года. Под огнём врага в числе первых переправился через Западную Двину у д. Узречье Бешенковичского района и огнём из пулемёта прикрывал переправу батальона. За время наступательных боёв от Сиротино до Полоцка с 24 июня по 3 июля 1944 года истребил более 35 солдат противника, подавил три огневые точки.
Участник парада Победы. В 1960 году переехал в с. Новоспасское. Работал в совхозе «Приазовский». Умер 26 сентября 1977 года. Похоронен в с. Новоспасское Приазовского района Запорожской области Украины.

## Память
- Имя Героя Советского Союза Н. Ф. Воротынцева выгравировано на мраморной плите Героев СССР в Зале Славы Центрального музея Великой Отечественной войны в городе Москве.
- В селе Новоспасское его именем названа улица.